# Captain Video and His Video Rangers
Captain Video and His Video Rangers a fost primul serial american de televiziune science-fiction. Difuzat live de către rețeaua de televiziune DuMont Television Network între 1949 și 1955,serialul prezenta aventurile Căpitanului Video și ale oamenilor săi care luptau pentru pace,adevăr și dreptate în viitorul îndepărtat.  Marea majoritate a episoadelor acestui serial realizat cu un buget extrem de modest s-au pierdut atunci când arhiva DuMont a fost distrusă în anii '70.